# PolExit

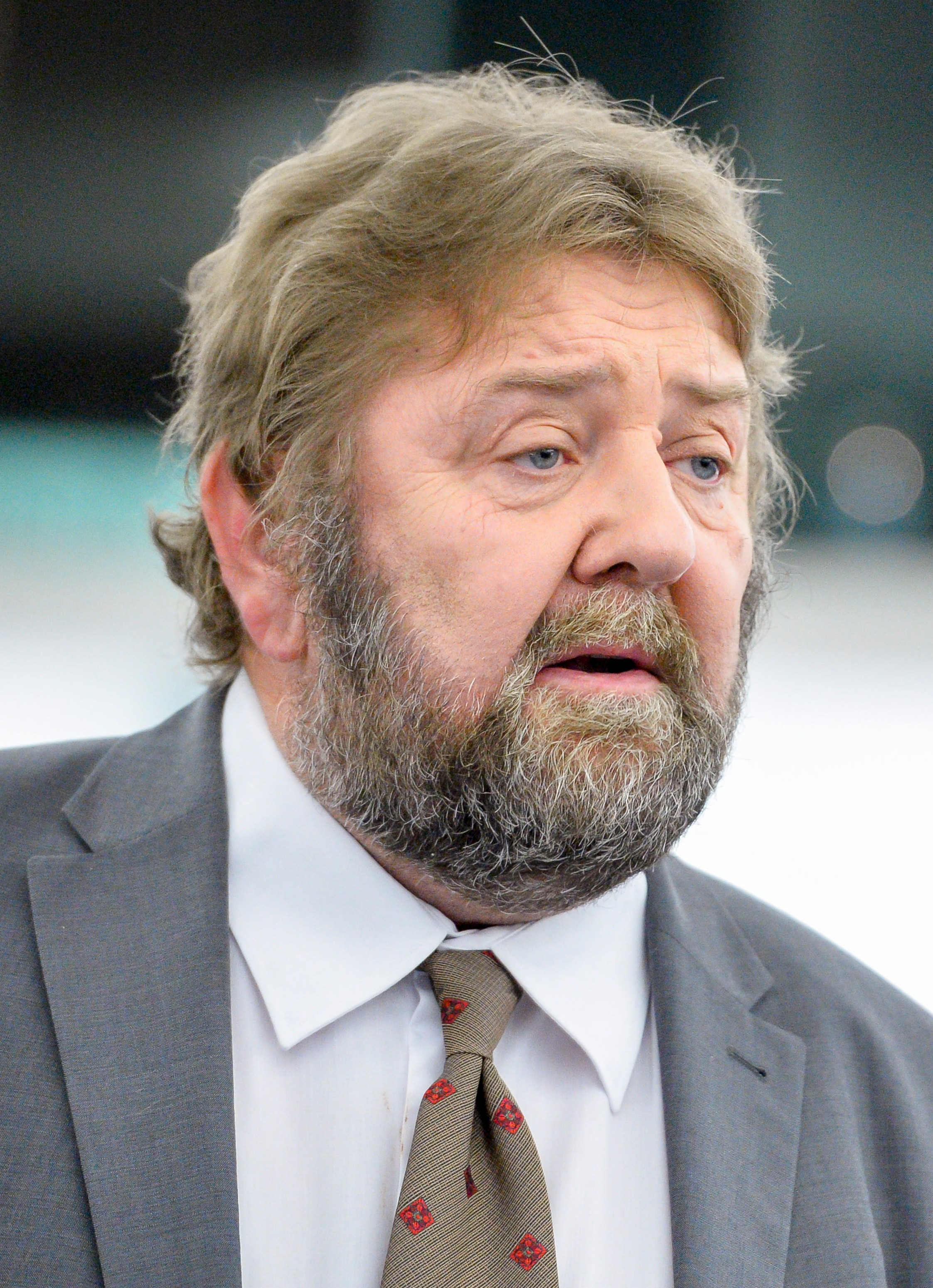
Prezes partii Stanisław Żółtek

PolExit (PolEXIT) – polska skrajnie prawicowa, konserwatywno-liberalna oraz eurosceptyczna partia polityczna powołana przez działaczy Kongresu Nowej Prawicy (działająca równolegle do niego), której powstanie ogłosił w styczniu 2019 w Parlamencie Europejskim prezes KNP, ówczesny eurodeputowany Stanisław Żółtek. Zgłoszona do rejestracji została w grudniu 2018, a zarejestrowana sądownie 14 marca 2019. Prezesem partii został Stanisław Żółtek, a w zarządzie zasiedli również inni działacze KNP: jego skarbnik Janusz Żurek, a także Tomasz Krzciuk i Antoni Sajdak. Jednym z liderów partii był także drugi z eurodeputowanych KNP, były prezes tej partii Michał Marusik (zmarły w 2020).

## Historia
Na wybory do Parlamentu Europejskiego w 2019 powołany został Koalicyjny Komitet Wyborczy PolEXIT – Koalicja (tworzony przez KNP i PolExit), który zarejestrował listy jedynie w okręgach podkarpackim i małopolsko-świętokrzyskim (liderem tej drugiej listy został Stanisław Żółtek) i otrzymał 7900 głosów (0,06% w skali kraju; dało to 7. miejsce na 8 komitetów).
25 lipca 2019 PolEXIT został przerejestrowany na partię Zgoda, założoną przez lidera Agrounii Michała Kołodziejczaka, który jednak formalnie do niej nie przystąpił i wkrótce wycofał się z jej tworzenia. W wyborach parlamentarnych w tym samym roku partia pomimo rejestracji komitetu nie wystartowała, a jej działacze jako przedstawiciele KNP znaleźli się na liście Prawicy Rzeczypospolitej, która wystartowała jedynie w okręgu krakowskim (otworzył ją prezes KNP i Zgody Stanisław Żółtek). Na konwencie Zgody w styczniu 2020 powróciła ona do dawnej nazwy PolExit.
Środowisko KNP oprócz PolExit-u powołało wcześniej także partię Odpowiedzialność (zarejestrowaną dzień później niż PolExit), której skarbnikiem początkowo był Janusz Żurek, a w zarządzie zasiadał też m.in. Stanisław Żółtek. Jej prezesem był były poseł Leszek Samborski, którego w 2020 zastąpił Łukasz Belter. Ugrupowanie to jesienią 2019 uniezależniło się od KNP i ówczesnej Zgody (działało ono do 2023).
Kandydatem KNP i PolExit-u w wyborach prezydenckich w 2020 został Stanisław Żółtek. W czerwcowym głosowaniu zajął on 7. miejsce wśród 11 kandydatów, otrzymując 0,23% głosów. W II turze nie poparł żadnego z kandydatów. W wyborach parlamentarnych w 2023 udzielił w imieniu KNP i PolExit-u poparcia partii Polska Jest Jedna. W wyborach samorządowych w 2024 PolExit nie wystartował, pomimo powołania komitetu wyborczego.
W wyborach do Parlamentu Europejskiego w 2024 partia PolExit wystartowała jako komitet ogólnopolski, rejestrując listy we wszystkich 13 okręgach. Znalazły się na nich w większości osoby bezpartyjne, ponadto grupa członków KNP i PolExit-u oraz po jednym działaczu Federacji dla Rzeczypospolitej (lider listy pomorskiej) i PJJ. Wśród liderów list znaleźli się m.in. Stanisław Żółtek (w okręgu małopolsko-świętokrzyskim) i bezpartyjny już Leszek Samborski (w okręgu lubelskim). Komitet uzyskał 0,25% głosów, zajmując 7. miejsce (najsłabsze ze wszystkich komitetów ogólnopolskich, o niespełna 9 tysięcy głosów i 0,08 pkt proc. wyprzedzając startujący w 5 okręgach Normalny Kraj).
W wyborach prezydenckich w 2025 Stanisław Żółtek zgłosił komitet wyborczy, jednak nie zdecydował się ostatecznie na start, popierając Grzegorza Brauna, lidera Konfederacji Korony Polskiej.

## Idea
Partia opowiada się za opuszczeniem przez Polskę Unii Europejskiej w kształcie sprzecznym zdaniem ugrupowania z jej pierwotnymi celami (jak strefa wolnego handlu i przepływu ludzi), tj. „panowaniem nad państwami i władzą biurokracji”. W sytuacji opuszczenia UE opowiada się za powołaniem nowego sojuszu międzynarodowego.